# Dinar (munt)
Dinar (Arabisch en Perzisch: دينار; Macedonisch: Денар / Denar, Servisch: Динар / Dinar) is de naam gegeven aan munteenheden in de Arabische wereld en in het voormalige Joegoslavië.
De naam dinar (of denar) is afgeleid van de Romeinse munt denarius.

## Oorsprong en geschiedenis

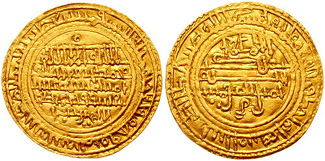
Gouden dinar geslagen in 1138/1139 te Almería onder de dynastie van de Berberse Almoraviden

De dinar was een gouden munt die voor het eerst werd gemunt in het nieuwe Arabische Rijk onder de regering van de Omajjadische kalief Abd al-Malik (685-705). Deze munt was een vervanging van de Byzantijnse solidus, die toen nog veel in omloop was. De munten hadden een afbeelding van de kalief op de ene kant en een tekst op de andere zijde. De munten werden vooral geslagen in Syrië maar werden in het gehele Arabische Rijk gebruikt. De munten hadden een uiterst constant niveau van gehalte en gewicht. 
Er werd rigoureus gebroken met de gebruikelijke imitaties van Sassanidische en Byzantijnse munten: de dinar bevatte alleen regels tekst in plaats van portretten en symbolen. De naam van het land of van de kalief werd niet genoemd, alleen de sjahada (Islamitische geloofsgetuigenis) is er in hoekig Koefisch schrift op te lezen. Verder werd er consequent een jaartal Anno Hegirae op aangebracht.
Gouden dinars werden eeuwenlang geslagen in de gehele islamitische wereld, ook nadat de Arabische dynastie van de Omajjaden geëindigd was. 
Naast de gouden dinars, werden in kleinere steden, zoals Basra en Koefa, ook zilveren dirhams gemunt. Deze werden in nog grotere aantallen geproduceerd dan de gouden dinars. Door lokale overheden werden ook koperen munten geslagen en in omloop gebracht.
Gedurende de 8e tot de 10e eeuw steeg het aantal munten zeer sterk, maar vanaf het einde van de 10e eeuw en in de 11e eeuw nam het aantal munten weer drastisch af. Ook de kwaliteit van de gouden dinars nam in kwaliteit af vanaf het einde van de 10e eeuw.

## Hedendaagse dinars

Donkergroen: landen met de dinar als huidige munteenheid
Lichtgroen: Landen met de dinar als voormalige munteenheid

### Arabische wereld
In de Arabische wereld treft men de Algerijnse, de Bahreinse, de Iraakse, de Jordaanse, de Koeweitse, de Libische en de Tunesische dinar aan.
In Iran, waar voordien de dinar de eenheidsmunt was, is de Iraanse rial opgedeeld in 100 dinars. Doordat de Iraanse rial echter zo weinig waarde nog heeft wordt er echter praktisch nooit meer in dinars geteld. 
In 1990 werd er in het Arabische Koninkrijk Syrië de Syrische dinar ingevoerd worden. De invoering was van korte duur. De Zuid-Arabische Federatie zou een Zuid-Arabische dinar uitgeven. In het daaropvolgende Democratische Volksrepubliek Jemen circuleerde de Zuid-Jemenitische dinar. Ook Soedan gebruikte van 1992 tot 2007 de Soedanese dinar als eenheidsmunt.

### Balkan
In het voormalige Joegoslavië was de Joegoslavische dinar de eenheidsmunt. Na het uiteenvallen van Joegoslavië bleven twee voormalige Joegoslavische republieken de dinar behouden: de Servische dinar en de Macedonische denar.
Er zou ook voor een korte periode (1991-1994) een Kroatische dinar in omloop zijn, die later werd vervangen door de Kroatische kuna. De Republiek Servisch Krajina zou een Krajina dinar uitgeven. Ook Bosnië en Herzegovina had haar eigen Bosnische dinar van 1992 tot 1998.